# 포름산나트륨
포름산나트륨(HCOONa)은 포름산(HCOOH)의 나트륨 염이다. 일반적으로 백색 조해 분말로 나타난다.

## 설명
상업적인 사용을 위해 포름산나트륨은 130 °C 및 6-8 bar의 압력에서 고체 수산화나트륨에 압력을 가하여 일산화탄소를 흡수하여 생산된다. 메탄올의 카르보닐화와 생성된 메틸 포름산의 가수분해에 의한 포름산의 저비용 및 대규모 이용 가능성 때문에 포름산나트륨은 일반적으로 포름산을 수산화나트륨으로 중화 반응하여 제조된다. 포름산나트륨은 또한 펜타에리스리톨 합성의 최종 단계와 폼알데하이드와 알돌 반응 생성물인 트리메틸올 아세트알데히드[3-하이드록시-2,2-비스(하이드록시메틸)프로판알]의 교차 카니차로 반응에서 부산물로 불가피하게 형성된다. 실험실에서 포름산나트륨은 탄산나트륨으로 포름산을 중화하여 제조할 수 있다. 또한 클로로포름을 수산화나트륨의 알코올 용액과 반응시켜 얻을 수 있다. 또는 수산화나트륨을 염소 수화물과 반응시킴으로써 얻을 수도 있다. 후자의 방법은 일반적으로 클로로포름(CHCl3)의 수성 용해도가 낮기 때문에 용해성 염화나트륨(NaCl)보다 분획 결정화에 의하여 포름산나트륨 용액에서 분리하기가 더 쉽기 때문에 전자보다 선호된다.

## 같이 보기
- 포름산
- 나트륨